# Шуфнарова
Шуфнарова (пол. Szufnarowa) — село в Польщі, у гміні Вішньова Стрижівського повіту Підкарпатського воєводства.
Населення — 1222 особи (2011).
У 1975-1998 роках село належало до Ряшівського воєводства.

## Демографія
Демографічна структура станом на 31 березня 2011 року:
|          | Загалом | Допрацездатний вік | Працездатний вік | Постпрацездатний вік |
| -------- | ------- | ------------------ | ---------------- | -------------------- |
| Чоловіки | 623     | 146                | 383              | 94                   |
| Жінки    | 599     | 125                | 310              | 164                  |
| Разом    | 1222    | 271                | 693              | 258                  |